# Campionati del mondo di ciclismo su pista 2021 - Keirin maschile
La gara di keirin maschile ai Campionati del mondo di ciclismo su pista 2021 si è svolta il 21 ottobre 2021.
Hanno partecipato 25 atleti appartenenti a 18 federazioni nazionali.
Ogni gara si è disputata sulla distanza di 6 giri.

## Podio
| Pos.    | Atleta           | Nazionalità           |
| ------- | ---------------- | --------------------- |
| Oro     | Harrie Lavreysen | Paesi Bassi           |
| Argento | Jeffrey Hoogland | Paesi Bassi           |
| Bronzo  | Michail Jakovlev | Fed. Ciclistica Russa |

## Risultati

### Primo turno
I primi 2 di ogni batteria si qualificano alle semifinali, gli altri vanno ai ripescaggi.

#### Batteria 1
| Posizione | Atleta                    | Nazione       | Gap    | Note |
| --------- | ------------------------- | ------------- | ------ | ---- |
| 1         | Harrie Lavreysen          | Paesi Bassi   |        | Q    |
| 2         | Jai Angsuthasawit         | Thailandia    | +0.307 | Q    |
| 3         | Alejandro Martínez Chorro | Spagna        | +0.402 |      |
| 4         | Joseph Truman             | Gran Bretagna | +0.445 |      |
| 5         | Hugo Barrette             | Canada        | +0.505 |      |
| 6         | Muhammad Shah Sahrom      | Malaysia      | +0.632 |      |
| 7         | Vasilijus Lendel          | Lituania      | +0.905 |      |

#### Batteria 2
| Posizione | Atleta             | Nazione               | Gap    | Note |
| --------- | ------------------ | --------------------- | ------ | ---- |
| 1         | Michail Jakovlev   | Fed. Ciclistica Russa |        | Q    |
| 2         | Stefan Bötticher   | Germania              | +0.182 | Q    |
| 3         | Hamish Turnbull    | Gran Bretagna         | +0.195 |      |
| 4         | Kevin Quintero     | Colombia              | +0.315 |      |
| 5         | Svajūnas Jonauskas | Lituania              | +0.359 |      |
| 6         | Artsiom Zaitsau    | Bielorussia           | +1.336 |      |

#### Batteria 3
| Posizione | Atleta                   | Nazione     | Gap    | Note |
| --------- | ------------------------ | ----------- | ------ | ---- |
| 1         | Jeffrey Hoogland         | Paesi Bassi |        | Q    |
| 2         | Koyu Matsui              | Giappone    | +0.086 | Q    |
| 3         | Sébastien Vigier         | Francia     | +0.162 |      |
| 4         | Santiago Ramírez Morales | Colombia    | +0.320 |      |
| 5         | Sergey Ponomaryov        | Kazakistan  | +0.353 |      |
| 6         | Edgar Verdugo Osuna      | Messico     | +1.034 |      |

#### Batteria 4
| Posizione | Atleta           | Nazione           | Gap    | Note |
| --------- | ---------------- | ----------------- | ------ | ---- |
| 1         | Nicholas Paul    | Trinidad e Tobago |        | Q    |
| 2         | Jair Tjon En Fa  | Suriname          | +0.030 | Q    |
| 3         | Joachim Eilers   | Germania          | +0.085 |      |
| 4         | Rayan Helal      | Francia           | +0.099 |      |
| 5         | Kento Yamasaki   | Giappone          | +0.189 |      |
| 6         | Mitchell Sparrow | Sudafrica         | +1.204 |      |

### Ripescaggi primo turno
Il primo di ogni batteria si qualifica alle semifinali

#### Batteria 1
| Posizione | Atleta                    | Nazione     | Gap    | Note |
| --------- | ------------------------- | ----------- | ------ | ---- |
| 1         | Rayan Helal               | Francia     |        | Q    |
| 2         | Sergey Ponomaryov         | Kazakistan  | +0.053 |      |
| 3         | Vasilijus Lendel          | Lituania    | +0.285 |      |
| 4         | Artsiom Zaitsau           | Bielorussia | +0.341 |      |
| 5         | Alejandro Martínez Chorro | Spagna      | +0.719 |      |

#### Batteria 2
| Posizione | Atleta                   | Nazione       | Gap    | Note |
| --------- | ------------------------ | ------------- | ------ | ---- |
| 1         | Hugo Barrette            | Canada        |        | Q    |
| 2         | Santiago Ramírez Morales | Colombia      | +0.008 |      |
| 3         | Svajūnas Jonauskas       | Lituania      | +0.048 |      |
| 4         | Hamish Turnbull          | Gran Bretagna | +1.637 |      |

#### Batteria 3
| Posizione | Atleta               | Nazione   | Gap    | Note |
| --------- | -------------------- | --------- | ------ | ---- |
| 1         | Sébastien Vigier     | Francia   |        | Q    |
| 2         | Kevin Quintero       | Colombia  | +0.098 |      |
| 3         | Muhammad Shah Sahrom | Malaysia  | +0.287 |      |
| 4         | Mitchell Sparrow     | Sudafrica | +0.311 |      |

#### Batteria 4
| Posizione | Atleta              | Nazione       | Gap    | Note |
| --------- | ------------------- | ------------- | ------ | ---- |
| 1         | Kento Yamasaki      | Giappone      |        | Q    |
| 2         | Joachim Eilers      | Germania      | +0.078 |      |
| 3         | Edgar Verdugo Osuna | Messico       | +0.459 |      |
| 4         | Joseph Truman       | Gran Bretagna | +0.489 |      |

### Semifinali
Si qualificano per la finale i primi tre atleti di ogni batteria, gli altri si qualificano per la finale di consolazione.

#### Batteria 1
| Posizione | Atleta           | Nazione           | Gap    | Note |
| --------- | ---------------- | ----------------- | ------ | ---- |
| 1         | Harrie Lavreysen | Paesi Bassi       |        | Q    |
| 2         | Nicholas Paul    | Trinidad e Tobago | +0.137 | Q    |
| 3         | Rayan Helal      | Francia           | +0.258 | Q    |
| 4         | Koyu Matsui      | Giappone          | +0.364 |      |
| 5         | Stefan Bötticher | Germania          | +0.444 |      |
| 6         | Hugo Barrette    | Canada            | +0.504 |      |

#### Batteria 2
| Posizione | Atleta            | Nazione               | Gap    | Note |
| --------- | ----------------- | --------------------- | ------ | ---- |
| 1         | Jeffrey Hoogland  | Paesi Bassi           |        | Q    |
| 2         | Michail Jakovlev  | Fed. Ciclistica Russa | +0.082 | Q    |
| 3         | Kento Yamasaki    | Giappone              | +0.131 | Q    |
| 4         | Jair Tjon En Fa   | Suriname              | +0.133 |      |
| 5         | Sébastien Vigier  | Francia               | +0.518 |      |
| 6         | Jai Angsuthasawit | Thailandia            | +2.133 |      |

### Finali

#### Finale
| Posizione | Atleta           | Nazione               | Gap    | Note |
| --------- | ---------------- | --------------------- | ------ | ---- |
| 1         | Harrie Lavreysen | Paesi Bassi           |        |      |
| 2         | Jeffrey Hoogland | Paesi Bassi           | +0.070 |      |
| 3         | Michail Jakovlev | Fed. Ciclistica Russa | +0.101 |      |
| 4         | Nicholas Paul    | Trinidad e Tobago     | +0.177 |      |
| 5         | Kento Yamasaki   | Giappone              | +0.290 |      |
| 6         | Rayan Helal      | Francia               | +0.310 |      |

#### Finale di consolazione
| Posizione | Atleta            | Nazione    | Gap    | Note |
| --------- | ----------------- | ---------- | ------ | ---- |
| 7         | Stefan Bötticher  | Germania   |        |      |
| 8         | Jai Angsuthasawit | Thailandia | +0.146 |      |
| 9         | Hugo Barrette     | Canada     | +0.303 |      |
| 10        | Sébastien Vigier  | Francia    | +0.322 |      |
| 11        | Koyu Matsui       | Giappone   | DNF    | DNF  |
| 11        | Jair Tjon En Fa   | Suriname   | DNF    | DNF  |

DNF = Prova non completata